# Kónya Sándor (operaénekes)
Kónya Sándor (Sarkad, 1923. szeptember 23. – Ibiza, 2002. május 20.) operaénekes (tenor). Az olasz és német repertoár világszerte ünnepelt megszólaltatója volt, neve főként Wagner műveivel kapcsolódik össze.

## Életpályája
A Zeneakadémián dr. Székelyhidy Ferenc növendéke volt. Budapesti képzése a második világháború miatt megszakadt. Németországban hadifogságba került. Innen szabadulva egy vándortársulattal szórakozóhelyeken lépett fel. A megszakítás után énektanulmányait Detmoldban, később Rómában és Milánóban folytatta.
1951-ben a bielefeldi Városi Színházban debütált Mascagni Parasztbecsületének Turiddujaként. 1954-ig maradt a társulat tagja, akkor egy évadra Darmstadtba, majd 1955-ben a nyugat-berlini Operaházhoz szerződött. Itt 1956. szeptember 23-án részt vett Hans Werner Henze Szarvaskirály c. operájának ősbemutatójában. Még ebben az évben bemutatkozott az Edinburghi fesztiválon.
A nagy áttörés 1958-ban Bayreuthban következett be. A Wagner-ünnepen Froh-t (A Rajna kincse), az ifjú tengerészt (Trisztán és Izolda) és leghíresebb szerepét, Lohengrint  hatalmas sikerrel énekelte. 1971-ig volt visszajáró művész, Walthert (A nürnbergi mesterdalnokok) és Parsifalt is játszotta.
Az első bayreuthi év után elindult nemzetközi karrierje. 1959-ben Párizsban és a Caracalla termáiban rendezett fesztiválon, 1960-ban a milánói La Scalában és San Franciscoban, 1961-től tizenhárom éven át a Metropolitan Operában lépett fel. 1963-tól volt rendszeres szereplő a londoni Covent Gardenban. Dél-Amerikától Japánig járta a világot. Repertoárjára a német és olasz operaszerepek mellett sok operett is felkerült. Az 1960-as évek közepétől Budapestre is gyakran visszatért (1964-ben, 1965-ben, 1971-ben, 1972-ben, 1973-ban, majd 1975-ben).
Visszavonulása után a stuttgarti zeneművészeti főiskolán tanított. Utolsó éveit Ibizán töltötte.
Lemezeket főként pályája elején készített. Olasz felvételeknél kiszorították az anyanyelvi énekesek, operetteknél pedig a rá szakmailag rendkívül féltékeny Fritz Wunderlich. Két stúdióban készült teljes Wagner-felvétele (A nürnbergi mesterdalnokok Rafael Kubelíkkel és a Lohengrin Erich Leinsdorffal) a legjobbak közé tartozik. Ma főként élő kalózfelvételek CD-kiadása kapható.
Könnyed, olaszos hangjával megosztotta a közönséget a Wagner-éneklésre való alkalmasságban. Vivőerejének hiányát látták abban, hogy repertoárjából kihagyta Siegfriedet és Trisztánt.

## Szerepei
- Bizet: Carmen – Don José
- Cornelius: A bagdadi borbély – Nureddin
- Donizetti: Lammermoori Lucia – Sir Edgard Ravenswood
- Hans Werner Henze : Szarvaskirály – Leandro
- Janáček: Jenůfa – Števa Buryja
- Mascagni: Parasztbecsület – Turiddu
- Menotti: A Bleecker utcai szent – Michele
- Offenbach: Hoffmann meséi – Hoffmann
- Puccini: Bohémélet – Rodolphe
- Puccini: Pillangókisasszony – B. F. Pinkerton
- Puccini: Tosca – Mario Cavaradossi
- Puccini: A Nyugat lánya – Dick Johnson
- Puccini: Turandot – Kalaf
- Verdi: La Traviata – Alfred Germont
- Verdi: Álarcosbál – Richard
- Verdi: Aida – Radames
- Verdi: Don Carlos – címszerep
- Verdi: Otello – címszerep
- Wagner: A bolygó hollandi – Erik
- Wagner: Lohengrin – címszerep
- Wagner: A Rajna kincse – Froh
- Wagner: Trisztán és Izolda – Egy ifjú tengerész
- Wagner: A nürnbergi mesterdalnokok – Walther von Stolzing
- Wagner: Parsifal – címszerep
- Weber: A bűvös vadász – Max

## Díjai, kitüntetései
- 1996 – Sarkad díszpolgára

## Emlékezete
Szülővárosában emlékszoba őrzi tárgyait (Sarkad, Kossuth utca 7.) és a helyi kórus névadója is lett.